# إلفيرا خاسيانوفا
إلفيرا خاسيانوفا (Elvira Khasyanova) (بالروسية: Эльвира Рамилевна Хасянова) هي لاعبة أولمبية لرياضة سباحة متزامنة من روسيا. شاركت في الأولمبياد الصيفي في 2004–2012، وفازت بما مجموعه 3 ميداليات.

## الميداليات
| ذهب | فضة | برونز | المجموع |
| 3   | 0   | 0     | 3       |

## روابط خارجية
- إلفيرا خاسيانوفا على موقع الاتحاد الدولي للسباحة (الإنجليزية)
- إلفيرا خاسيانوفا على موقع أوليمبيديا (الإنجليزية)